# Von Wagner
Cal Bloom (Osseo, Minesota, 30 de junio de 1994) es un luchador profesional estadounidense. Es conocido por haber trabajado para la empresa WWE, donde se presentó bajo el nombre de Von Wagner.
Es el hijo de Wayne Bloom, un exluchador de World Championship Wrestling durante la década de 1990.

## Primeros años
Cal Bloom nació de padres Wayne e Yvonne Bloom en algún momento de 1994, en Osseo, Minnesota. Se graduó de Osseo High School en 2012. Bloom era una estrella de tres deportes: jugaba baloncesto, béisbol y fútbol, obteniendo tres letras en cada uno. Carrera futbolística Editar sección Después de graduarse de la escuela secundaria, Bloom jugó al fútbol en la Universidad de Florida Central (UCF).  
Bloom es un luchador profesional de segunda generación. Su padre Wayne Bloom luchó a finales de los 80 y principios de los 90 para importantes promociones, incluidas World Championship Wrestling (WCW) y la World Wrestling Federation (ahora WWE). Bloom recibió un entrenamiento inicial de veteranos de la lucha libre profesional, incluidos su padre Wayne, Ken Kennedy y Brad Rheingans.

## Carrera

### WWE (2019–2024)
Durante marzo de 2019, se anunció que Bloom era uno de los tres reclutas recientemente firmados con la WWE. Los otros incluían a Stokely Hathaway y Robert Strauss. Durante ese mismo mes, Bloom realizó un entrenamiento adicional en el WWE Performance Center. Hizo su debut en el ring el 3 de mayo de 2019 en un show en casa, haciendo equipo con su compañero recluta Denzel Dejournette en una pelea perdida ante Dan Matha y Riddick Moss. La semana siguiente, durante un show en casa el 10 de mayo, Bloom luchó en su segundo combate haciendo equipo con Nick Comoroto en una derrota contra el equipo 3.0. El mes siguiente, Bloom luchó en su tercer combate durante un show en casa el 15 de junio haciendo equipo con Brennan Williams e Isaiah Scott para derrotar al equipo 3.0 y Cezar Bononi. En el episodio del 14 de septiembre de 2021 de NXT, hizo su debut televisivo en NXT con el nuevo nombre de ring "Von Wagner". Reemplazó a Kyle O'Reilly, quien anteriormente fue atacado por Pete Dunne y Ridge Holland en un fatal combate a cuatro bandas por el Campeonato de NXT vacante contra LA Knight, Pete Dunne y Tommaso Ciampa en el que perdió. En el episodio del 30 de noviembre de NXT, Wagner se asoció con Kyle O'Reilly ganando una lucha de contendiente número uno después de derrotar al Legado Del Fantasma (Raúl Mendoza y Joaquin Wilde). En WarGames, Wagner y O'Reilly desafiaron a Imperium (Marcel Barthel y Fabian Aichner) por el Campeonato en Parejas de NXT, pero no lograron ganar los títulos. Enfurecido, Wagner intentó atacar a O'Reilly por detrás, pero falló y fue atacado él mismo. Esto llevó a una lucha en jaula de acero entre los dos en el episodio del 7 de diciembre de NXT, que ganó Wagner.
El 22 de abril de 2024, se informó que Wagner había sido liberado de su contrato por WWE.

## Vida personal
Bloom es hijo del exluchador profesional Wayne Bloom.